# Target instant payment settlement
Il Target Instant Payment Settlement (TIPS) è un servizio finanziario introdotto da un regolamento paneuropeo e lanciato nell'Eurosistema nel novembre 2018, realizzato e gestito dalla Banca d'Italia. Il TIPS regola i pagamenti elettronici al dettaglio con l'accredito immediato dei fondi sul conto del beneficiario.
TIPS è il servizio per i pagamenti istantanei per l'Eurozona, che consente ai fornitori di servizi di pagamento di offrire trasferimenti di fondi ai propri clienti in tempo reale, ad ogni ora del giorno, tutti i giorni dell’anno. I costi del servizio sono molto contenuti e le caratteristiche tecniche del servizio ne permetteranno l’utilizzo anche attraverso smartphone.
Al 2023 le autorità dell'Unione Europea non hanno reso obbligatorio per le banche questo strumento per eseguire bonifici internazionali immediati.

## I pagamenti istantanei
I sistemi di pagamento, in costante evoluzione in tutto il mondo, hanno subito nel corso degli ultimi anni processi di trasformazione sempre più rapidi, spinti soprattutto dalla continua evoluzione tecnologica. Nell’area euro, anche a seguito dell’introduzione della valuta unica, il cambiamento ha interessato, con modalità e tempi diversi, i sistemi che regolano le transazioni interbancarie (“all’ingrosso”) e quelli che trattano i pagamenti disposti dalla clientela (“al dettaglio”). Nel 2002 l’industria bancaria europea ha assunto il ruolo di guida del progetto, con la costituzione dello European Payment Council (EPC), organo decisionale e di coordinamento per la realizzazione del progetto SEPA. Gli strumenti armonizzati nella SEPA sono stati, in una prima fase, il bonifico (SCT) e l’addebito diretto (SDD). Il nuovo schema, distinto da quello relativo all’SCT, prevede che il tempo massimo di esecuzione di ogni singola transazione non superi i 10 secondi e che la disponibilità del servizio sia assicurata dai prestatori di servizi di pagamento tutti i giorni, 24 ore al giorno con un limite massimo per transazione pari a 100.000 euro.

## Obiettivi di TIPS
Gli obiettivi che la BCE intende raggiungere attraverso la realizzazione della piattaforma di pagamento istantaneo dell'Eurosistema sono:
- Favorire una maggiore efficienza nel panorama dei pagamenti istantanei paneuropei;
- Incoraggiare il consolidamento dei sistemi di pagamenti al dettaglio in Europa;
- Ridurre il rischio dovuto alla frammentazione del mercato.
- Favorire l’adesione allo schema SCT Inst da parte della comunità finanziaria europea e di eliminare le barriere dovute alla scarsa interoperabilità tra CSM.

## Caratteristiche tecniche
La realizzazione di TIPS ha richiesto di soddisfare una serie di requisiti tra cui: una elevata velocità di elaborazione del singolo pagamento in un tempo massimo di 10 secondi; un cospicuo volume di pagamenti regolabili (oltre 43 milioni di operazioni al giorno); un'altissima disponibilità e una solida resilienza del servizio che in caso di crollo dell'efficienza deve essere in grado di ripartire entro 15 minuti.
TIPS utilizza lo standard SEPA Instant Credit Transfer, introdotto in sede europea dall’European Payments Council.
TIPS offre un servizio di pagamenti istantanei irrevocabili tramite bonifici, con un sistema disponibile agli operatori finanziari tutti i giorni dell'anno e senza interruzioni (24/7/365). Durante una transazione verrà usata moneta di Banca Centrale e i pagamenti potranno avvenire anche tra paesi con valute differenti.

### Gestione della transazione

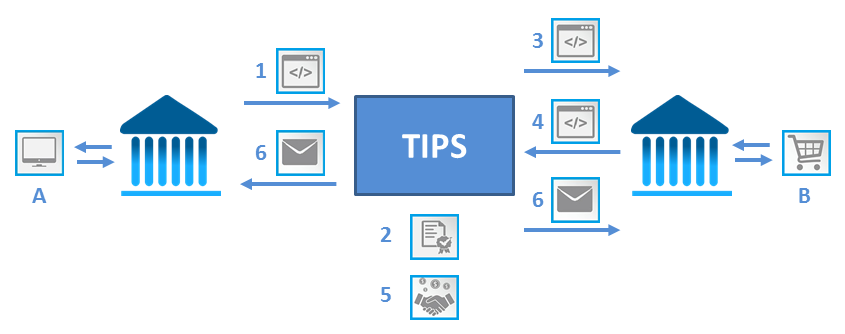
Messaggi scambiati in una transazione

L'elaborazione di un messaggio di pagamento istantaneo può essere schematizzato nei seguenti passaggi:
1. Il partecipante A invia un messaggio di pagamento conforme allo schema SCT Inst alla piattaforma TIPS;
2. TIPS esegue la convalida e riserva l'importo da trasferire (questa operazione è nota come conditional settlement);
3. TIPS inoltra il messaggio di pagamento al destinatario B affinché venga accettato;
4. Il destinatario B invia un messaggio di risposta positivo a TIPS;
5. TIPS invia il pagamento ed il regolamento è eseguito nella piattaforma (i fondi sono spostati tra i due conti di A e B);
6. Un messaggio di conferma viene inviato ad entrambi i partecipanti

### Tariffazione
Per (almeno) i primi due anni di funzionamento di TIPS il prezzo massimo di una transazione praticata agli operatori di mercato sarà 0,2 € cent.  Inoltre per i primi 10 milioni di pagamenti conferiti su ogni account di TIPS non sarà addebitata alcuna spesa.
Servizi analoghi basati su tecnologia blockchain hanno costi maggiori per singola transazione, ma va sottolineata la differenza tra TIPS (un servizio di trasferimento di denaro senza scopi commerciali) e gli altri sistemi che devono sostenere dei business remunerativi (ovvero coloro che fanno di una transazione un guadagno).

## Storia

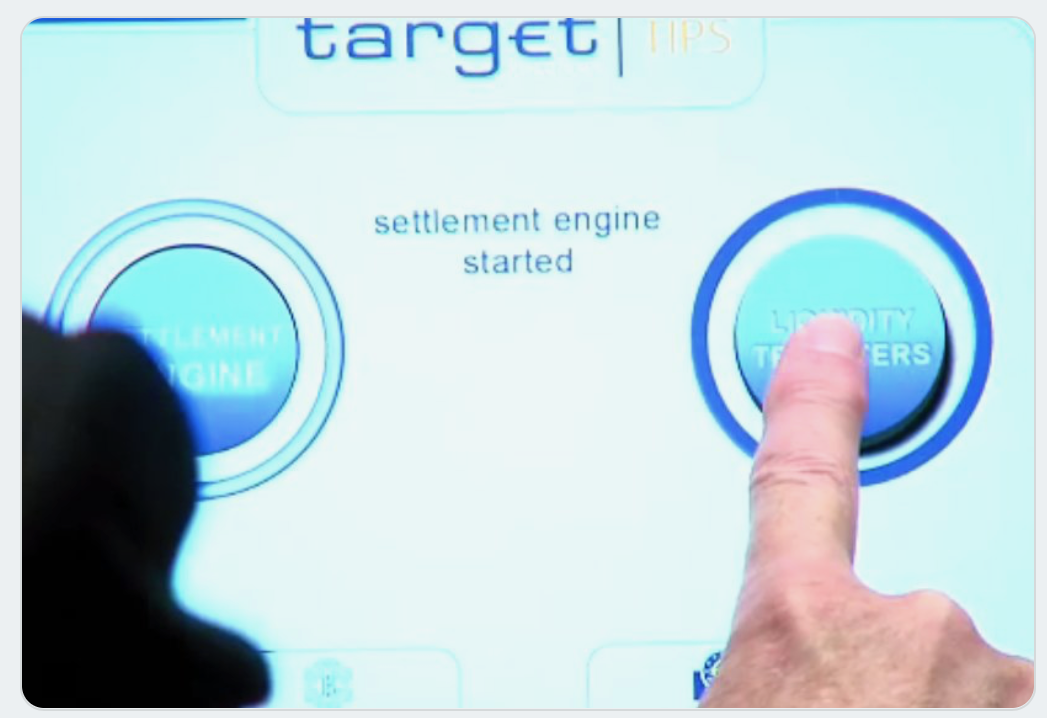
Immagine del momento del go-live di TIPS

In ambito Eurosistema la Banca Centrale Europea, sin dall'introduzione della moneta unica, ha avviato diverse iniziative per promuovere il processo di integrazione nei mercati finanziari dei paesi membri. Nel 2015 più nello specifico l'Eurosistema ha iniziato a riflettere sulla strategia per il futuro sviluppo della sua infrastruttura di mercato. L'obiettivo era quello di promuovere il buon funzionamento e l’innovazione dei sistemi di pagamento. Questo ha portato alla creazione di nuovi servizi tra cui TIPS: Il quale venne ideato nel 2016 quando l’Eurosistema avvio la fase di indagine di un nuovo sistema di pagamento istantaneo, realizzato sullo schema di pagamento SCT Inst.
A giugno 2017 il Consiglio Direttivo ha dato ufficialmente il via alla fase realizzativa, formando il TIPS Contact Group, successivamente rinominato TIPS Consultative group, al fine di promuovere la cooperazione tra il mercato e l’Eurosistema per lo sviluppo e l’implementazione della piattaforma TIPS. In generale, il TIPS-CG svolge un ruolo fondamentale nello sviluppo di nuove funzionalità in TIPS e continua a contribuire alla definizione degli interventi di manutenzione evolutiva, in linea con le aspettative e le necessità del mercato.
Nel febbraio 2018 la BCE ha lanciato l’iniziativa “TIPS APP” un contest aperto ai produttori, i quali hanno presentato i loro prototipi di app per l’invio dei pagamenti istantanei. Il primo fornitore certificato dalla BCE è stato SIA successivamente affiancata da altre aziende come SWIFT. Il servizio TIPS è stato ufficialmente reso disponibile alla comunità bancaria il 30 novembre 2018, nel corso di una celebrazione presso il Centro Donato Menichella della Banca d'Italia, alla presenza del Governatore Ignazio Visco e del membro del Comitato esecutivo della BCE Yves Mersch.